# Maurice Malpas
Maurice Daniel Robert Malpas (ur. 3 sierpnia 1962, Dunfermline, Szkocja) – szkocki piłkarz występujący na pozycji obrońcy, a potem trener; również reprezentant Szkocji w piłce nożnej.

## Kariera piłkarska
Ukończywszy szkocką szkółkę U-15, gdzie grał w amatorskim klubie Leven Royals, przeniósł się do Dundee United F.C. w 1979. W pierwszym zespole z Dundee zadebiutował w listopadzie 1981 roku. Jednak przez dwa lata nie mógł występować w każdym meczu swojej drużyny, dopóki nie ukończył nauki w zakresie inżynierii elektrycznej.
W 2000 zakończył swoją piłkarską karierę w Dundee United F.C. Rozegrał w barwach tego klubu 617 meczów i strzelił 18 goli.
W latach 1984 – 1992 grał dla reprezentacji Szkocji. Wystąpił w 55 meczach.

## Kariera trenerska
W latach 2006-2007 był trenerem Motherwell F.C. Prowadził także reprezentację Szkocji U-21 i Swindon Town.

## Tytuły
- Finalista Pucharu UEFA: 1986/1987
- Scottish Premier League: 1982/1983
- Puchar Szkocji: 1993/1994
- Finalista Pucharu Szkocji: 1984–85, 1986–87, 1987–88, 1990–91
- Finalista Pucharu Ligi Szkockiej: 1984/1985, 1997/1998
- Challenge Cup: 1995/1996.